# 天主教奧里薩巴教區
天主教奧里薩巴教區（拉丁語：Dioecesis Orizabensis）是墨西哥一個羅馬天主教教區，屬哈拉帕總教區。
教區成立於2000年4月15日，位於韋拉克魯斯州西部。2012年有教友584,000人（佔轄區總人口88.9%）、四十三個堂區、八十九名司鐸。現任教區主教為馬塞利諾·埃爾南德斯·羅德里格斯。